# Magyartelek
Magyartelek ist eine ungarische Gemeinde im Kreis Sellye im Komitat Baranya.

## Geografische Lage
Magyartelek liegt gut zehn Kilometer südlich der Stadt Szentlőrinc. Nachbargemeinden sind Magyarmecske und Kisasszonyfa.

## Sehenswürdigkeiten
- Römisch-katholische Kirche Iskolakápolna

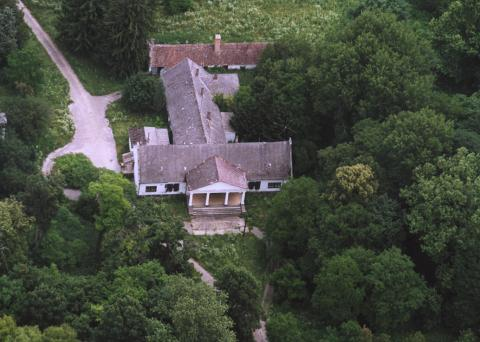
Luftaufnahme von Schloss Országh

- Schloss Országh (Országh-kastély)

## Verkehr
Durch Magyartelek verläuft die Landstraße Nr. 5803. Der nächstgelegene Bahnhof Gyöngyfa-Magyarmecske befindet sich sechs Kilometer nordwestlich der Gemeinde.